# Interfaz (Star Trek: La nueva generación)
"Interfaz" es el tercer episodio de la séptima temporada de la serie de televisión Star Trek: La nueva generación en el que Geordi intenta encontrar a su madre extraviada, una capitana de la Flota Estelar.

## Trama
Al comienzo del episodio, Geordi La Forge, el comandante Data y Beverly Crusher están probando una interfaz que le permite a La Forge, usando el circuito instalado en su cerebro para utilizar el visor, mediante un traje de realidad virtual controlar una sonda a distancia. De esta forma La Forge puede usar la sonda para ir a áreas donde sería demasiado peligroso para que entren seres humanos.
Geordi usa la interfaz para controlar remotamente la sonda y buscar sobrevivientes en una nave que está atrapada en la atmósfera de un gigante gaseoso. Él encuentra que no hay nadie vivo en la nave, pero cree encontrar a su madre en la nave siniestrada. El uso prolongado de la sonda expone a La Forge a niveles de estimulación neural no saludables. Al mismo tiempo el capitán Picard se entera de que la nave comandada por la madre de La Forge ha desaparecido.
La Forge está convencido de que su madre está a bordo de la nave, y quiere usar la sonda para comunicarse con ella. Pero Crusher y Picard rehúsan darle permiso para usar el traje de interfaz nuevamente. La Forge decide usar el traje de todas formas. Mientras está en contacto con la sonda, él encuentra un ser que parece ser su madre nuevamente, pero se da cuenta de que ella es realmente una forma de vida alienígena nativa del gigante gaseoso. Este ser convence a La Forge de acercar la nave al planeta para que ella y otros como ella atrapados en la nave puedan regresar a casa.
Al final La Forge se da cuenta de que su madre está muerta y todo parecía tan real que él pensó que tenía una oportunidad para despedirse de ella.